# Чалаубани
Чалаубани (груз. ჩალაუბანი) — село в Грузии. Находится в Гурджаанском муниципалитете края Кахетия. Высота над уровнем моря составляет 740 метров. Население — 897 человек (2014).